# 阿尔谢尼耶夫

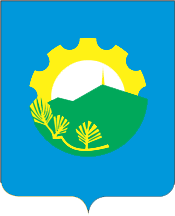
阿尔谢尼耶夫市徽

阿尔谢尼耶夫（俄语：Арсе́ньев）是俄罗斯滨海边疆区的一个城鎮，位於海參崴東北約 160 公里處。

## 歷史
阿尔谢尼耶夫一帶渤海国属安远府管辖，金朝属速频路管辖，元朝属辽阳行省开元路管辖，明朝属奴儿干都司亦鲁河卫，清朝时属宁古塔副都统辖区，有一称为黄土坎子的村镇，後依據1858年的《璦琿條約》和1860年《北京條約》，此地隨外東北一起被割讓給了俄羅斯。
1895年，一群信奉舊禮儀派的俄羅斯人來到此地，建立名為謝苗諾夫卡（Семёновка）的聚落。1901年，來自今日烏克蘭波尔塔瓦州的農民開始遷徙到此地定居。1937年，此地通過一條支線與西伯利亞鐵路相連。1940年，俄羅斯遠東地區第一家航空工廠在此地建成。1952年升格为市，改名為“阿尔谢尼耶夫”，以此來紀念曾今到訪此地的俄羅斯探險家弗拉基米尔·阿尔谢尼耶夫。

## 概况
- 人口：62,896人（2002年俄罗斯人口普查）；70,032 （1989年人口普查）
- 面积：40平方公里
- 电话区号：423-61